# Besera
Besera (Lat. Bessera), biljni rod trajnica, lukovičastih geofita u porodici šparogovki (Asparagaceae) i redu šparogolike (Asparagales), dio je potporodice Brodiaeoideae. 
Pripada mu pet vrsta meksičkih endema.. Dvije njezine nove vrste otkrivene su i opisane 2021.

## Vrste
1. Bessera elegans Schult.f.
2. Bessera elegantissima E.Gándara, Ortiz-Brunel, Art.Castro & Ruiz-Sanchez
3. Bessera ramirezii E.Gándara, Ortiz-Brunel, Art.Castro & Ruiz-Sanchez
4. Bessera tenuiflora (Greene) J.F.Macbr.
5. Bessera tuitensis R.Delgad.